# 콕셰타우 공항

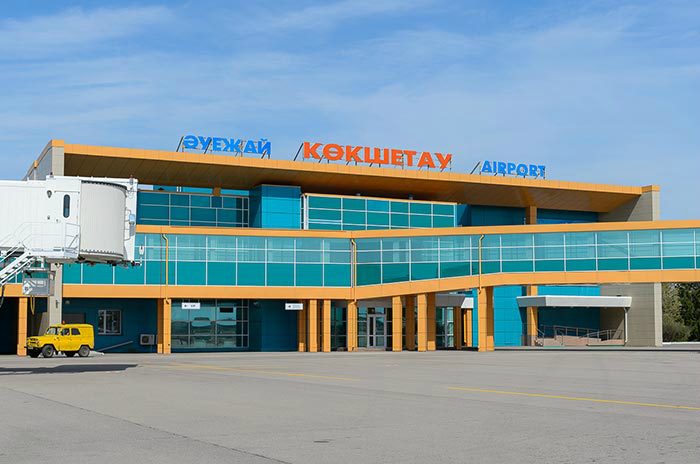

콕셰타우 공항(Kokshetau Airport, IATA: KOV, ICAO: UACK)은 카자흐스탄 아크몰라주에 위치한 국제공항이다. 콕셰타우를 관할하는 주요 국제공항이다.
2013년 10월 21일 새로운 운영 단계를 시작했으며 새로운 건축물과 활주로 구조를 갖추고 동 지역의 오래된 건축물을 대체했다.

## 같이 보기
- 카자흐스탄의 교통
- 누르술탄 나자르바예프 국제공항